# Іспанська мова
Мова, відома як іспанська або кастильська. Для інших мов, поширених в Іспанії, див. також: Мови Іспанії.
Іспанська (español; заст. укр. гишпанська, шпанська,заст. укр. еспанська) або кастильська (castellano) — мова, яка генетично належить до іберо-романської (західної) підгрупи романської групи індоєвропейської мовної сім'ї. Виникла в Кастилії (центральна Іспанія). Приблизно 407 млн осіб розмовляють іспанською як першою мовою (за цим показником вона є найпоширенішою після китайської). Крім того, 60 млн осіб використовують іспанську як другу мову, а також 20 млн знають її як іноземну. Іспанська є однією з шести офіційних мов ООН, а також є офіційною мовою ЄС та Меркосуру.
Іспанська належить до іберо-романської підгрупи мов, що виникла на основі кількох діалектів латинської мови в Іберії після розвалу Західної Римської імперії у V столітті. Її вперше було задокументовано в центрально-північній Іберії в IX ст. і згодом із розширенням Королівства Кастилії вона поширилися на центральну й південну частини Піренейського півострова. Від початку свого розвитку іспанська лексика була під впливом контактів із баскською мовою та сусідніми іберо-романськами мовами, а згодом увібрала багато арабських слів, оскільки Королівство Кастилія поширилося на колишні території Арабського халіфату (див. Реконкіста). Крім того, іспанська запозичила багато слів із неіберійських мов, зокрема з французької, італійської та англійської, а також утворює нові слова на основі власних. Величезне поширення іспанської сталося завдяки утворенню іспанських колоній в обох Америках, Африці та на Філіппінах у XV—XIX століттях.
Іспанська є найпопулярнішою іноземною мовою, яку вивчають у США. 30 % населення США походить з іспаномовних країн, для яких ця мова є рідною. Також вона є найчастіше зрозумілою мовою Західної півкулі, носії якої живуть на території від Патагонії до Нью-Йорка. До того ж, у США та Бразилії 10 млн осіб вільно розмовляють іспанською як другою мовою.
Іспанська — одна з лідерів за популярністю серед іноземних мов (після англійської, китайської, гінді), вона посідає 4-те місце за кількістю носіїв. На початку XXI століття вона випередила французьку. Іспанська, нарівні з англійською, є також однією з найпопулярніших мов, які вивчаються, в додатках для вивчення мов (Duolinguo, Rosetta Stone, Babbel тощо). Іспанська вважається однією з найпростіших мов для вивчення для тих, хто вільно володіє англійською.

## Назва

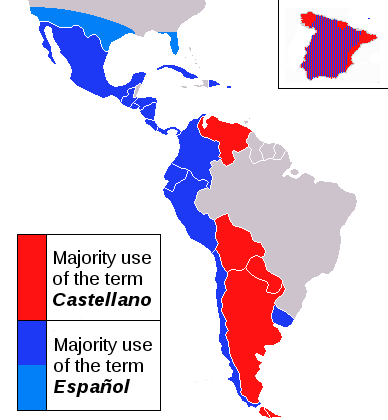
Поширення термінів «кастильська» (червоний) та «іспанська» (синій) в іспаномовних країнах.

В Іспанії та деяких інших регіонах іспаномовного світу іспанську мову називають як castellano (кастильська), так і español (іспанська). Термін «кастильська» походить від назви іспанського регіону — Кастилії, — де ця мова виникла. В Іспанії його вживають здебільшого носії регіональних мов для того, щоб протиставити іспанську своїм мовам — галісійській, баскській, каталонській тощо.
З цією ж метою термін «кастильська» можуть вживати і самі іспанці. Зокрема, іспанська конституція 1978 року використовує термін castellano на означення державної мови всієї країни, на противагу «інших іспанських мов» (las demás lenguas españolas):
| «Кастильська є офіційною іспанською мовою Держави. (...) Інші іспанські мови також є офіційними у відповідних автономних областях.[16]". |
Щодо територій за межами Іспанії, то термін «кастильська» переважає у всій Південній Америці, крім Колумбії та Уругваю, а термін «іспанська» переважає у Центральній Америці (включно з Мексикою та південними штатами США).
Деякі філологи використовують термін «кастильська» тільки тоді, коли йдеться про мову, розмовну в Кастилії протягом Середньовіччя, заявляючи, що краще використовувати «іспанська» для її сучасної форми. «Кастильська» може бути також діалектом іспанської мови, яка вживається в більшості частин сучасної Кастилії. Цей діалект має цілу низку характеристик і певну вимову, відрізняючись, наприклад, від діалектів Андалусії або Арагону. Зазвичай цей кастильський діалект і вважається нормативною іспанською мовою.

## Історія

Хронологія поширення кастильської та інших мов на території Іспанії

Іспанська розвинулася з народної латини, яку принесли на Піренейський півострів римляни під час Другої Пунічної війни (201 р. до н. е.). На той час в Іберії розмовляли кількома нероманськими (їх називають також палеоіспанськими), а також кількома неіндоєвропейськими мовами. Ці мови — баскійська (нею розмовляють досі), іберська та кельтиберська. Сліди цих мов можна знайти в сучасній іспанській лексиці, особливо в топонімах.
Перші документовані записи того, що тепер називають попередником іспанської мови, датовано IX століттям (див. Glosas Emilianenses). У Середньовіччі та Новому часі іспанська (кастильська) лексика запозичувала слова не лише із сусідніх романських мов (як-от наварро-арагонської, леонської, каталонської, португальської, галісійської, мірандської, окситанської, гасконської, французької, італійської), але також із баскійської, арабської та германських мов. Багато слів було запозичено з латинської, яка лягла в основу іспанської мови. Крім того, латинь тривалий час була мовою науки та церкви. В іспанській лексиці 65—70 % слів мають латинське походження.
Декілька місцевих варіантів народної латини розвинулися в іспанську мову на півночі Іберії, на території між Алавою, Кантабрією, Бургосом, Сорією та Ла Ріохою, в межах Королівства Кастилії. Прийнято вважати, що деякі риси цих діалектів пізніше потрапили в діалект міста Толедо, де в XIII ст. вперше розвинувся письмовий стандарт іспанської мови/ На цій стадії формування іспанська набула суттєвих відмінностей від свого близького сусіда, леонської, і, на думку деяких дослідників, зазнала потужного баскійського впливу (див. Іберо-романські мови). Цей діалект поступово поширювався на південь разом із Реконкістою, зазнавши також чималого лексичного впливу арабської та андалузької, особливо пізніше у середньовічний період. Письмовий стандарт цієї нової мови почав розвиватися у містах Толедо (з XIII по XVI ст.) та Мадриді (з 1570-их років).
Розвиток іспанської звукової системи характеризується змінами, типовими для західнороманських мов, наприклад, леніцію приголосних між голосними (лат. vīta > ісп. vida). Дифтонгізація латинських наголошених /e/ та /o/, що відбулася у відкритих складах французької та італійської, але частково у каталонській та португальській, є притаманною і відкритим, і закритим складам в іспанській, як показано у таблиці внизу:
| Латина  | Іспанська | Ладино              | Арагонська | Астурійська | Галісійська | Португальська | Каталонська | Окситанська | Французька | Італійська | Румунська | Українська |
| ------- | --------- | ------------------- | ---------- | ----------- | ----------- | ------------- | ----------- | ----------- | ---------- | ---------- | --------- | ---------- |
| petra   | piedra    | piedra (або pyedra) | piedra     | piedra      | pedra       | pedra         | pedra       | pedra/pèira | pierre     | pietra     | piatrǎ    | камінь     |
| terra   | tierra    | tierra (або tyerra) | tierra     | tierra      | terra       | terra         | terra       | tèrra       | terre      | terra      | ţară      | земля      |
| moritur | muere     | muere               | muere      | muerre      | morre       | morre         | mor         | morís       | meurt      | muore      | moare     | помирає    |
| mortem  | muerte    | muerte              | muerte     | muerte      | morte       | morte         | mort        | mòrt        | mort       | morte      | moarte    | смерть     |

Латинські подвоєння nn і ll в іспанській зазнали палаталізації: (лат annum > ісп. año, лат. anellum > ісп. anillo).
Латинський приголосний [u] / [v], який вимовляли як [w] у класичній латині, перетворився в губно-губний /β/, імовірно, у народній латині. У ранній іспанській (але не каталонській чи португальській) він злився із приголосним [b] (губно-губний з проривними та фрикативними алофонами).
Особливістю іспанської (а також сусіднього гасконського діалекту окситанської) є мутація латинського початкового f- у h-, коли за ним слідує не дифтонгізований голосний. Літера h-, що досі збереглася у правописі, не позначає жодного звука, хоча в деяких андалузьких та карибських діалектах звучить придихово в окремих словах (наприклад, Habana — Гавана). Ось чому в сучасній мові є варіації на зразок Fernando та Hernando (обидва є варіантами імені «Фердинанд»), ferrero та herrero (обидва означають «коваль»), fierro та hierro (обидва означають «залізо»), або fondo та hondo (обидва означають «глибокий», але fondo ближчий до значення «дно», а hondo — до «глибокий»); hacer (іспанське «робити») є коренем слова satisfacer («задовольняти»), і hecho («зроблено») є коренями слова satisfecho («задоволений»).
Порівняння прикладів у таблиці:
| Латина | Іспанська | Ладино         | Арагонська | Астурійська | Галісійська | Португальська | Каталонська | Окситанська                    | Французька | Італійська | Румунська | Українська |
| ------ | --------- | -------------- | ---------- | ----------- | ----------- | ------------- | ----------- | ------------------------------ | ---------- | ---------- | --------- | ---------- |
| filium | hijo      | fijo (або ijo) | fillo      | fíu         | fillo       | filho         | fill        | filh/hilh                      | fils       | figlio     | fiu       | син        |
| facere | hacer     | fazer          | fer        | facer       | facer       | fazer         | fer         | far/faire/har (або hèr)        | faire      | fare       | face      | робити     |
| febrem | fiebre    | fiebre         | fiebre     | fiebre      | febre       | febre         | febre       | fèbre/frèbe/hrèbe (або herèbe) | fièvre     | febbre     | febră     | гарячка    |
| focum  | fuego     | fuego          | fuego      | fueu        | fogo        | fogo          | foc         | fuòc/fòc/huèc                  | feu        | fuoco      | foc       | вогонь     |

З деяких латинських буквосполучень розвинулися характерні відмінності у цих мовах:
| Латина | Іспанська | Ладино     | Араґонська | Астурійська | Ґалісійська | Португальська    | Каталонська | Окситанська    | Французька   | Італійська | Румунська | Українська |
| ------ | --------- | ---------- | ---------- | ----------- | ----------- | ---------------- | ----------- | -------------- | ------------ | ---------- | --------- | ---------- |
| clāvem | llave     | clave      | clau       | llave       | chave       | chave            | clau        | clau           | clé          | chiave     | cheie     | ключ       |
| flamma | llama     | flama      | flama      | llama       | chama       | chama            | flama       | flama          | flamme       | fiamma     | flamă     | полум'я    |
| plēnum | lleno     | pleno      | plen       | llenu       | cheo        | cheio            | ple         | plen           | plein        | pieno      | plin      | повний     |
| octō   | ocho      | ocho       | güeito     | ocho/oito   | oito        | oito             | vuit/huit   | uèch/uòch/uèit | huit         | otto       | opt       | вісім      |
| multum | mucho muy | muncho muy | muito mui  | munchu mui  | moito moi   | muito mui (арх.) | molt        | molt (арх.)    | moult (арх.) | molto      | mult      | багато     |

У XV—XVI ст. в іспанській відбулася зміна у вимові свистячих звуків (ісп. reajuste de las sibilantes del idioma español): буква /j/ стала позначати велярний звук [x], а буква /z/ — міжзубний [θ] (те саме стосується букви /c/ перед /e/ чи /i/).
Gramática de la lengua castellana, яку написав 1492 року в Саламанці Антоніо де Небріха, була першою граматикою сучасної європейської мови. Існує популярна байка, начебто коли Небріха представив королеві Ізабеллі I свою граматику, вона спитала, як це можна використати, а Небріха відповів, що мова — це інструмент імперії. У передмові до своєї граматики, датованої 18 серпня 1492 року, Небріха написав: «…мова завжди була супутником імперії.»
З XVI століття іспанські колонізатори занесли мову до Америки та Іспанської Ост-Індії. Тоді жив Мігель де Сервантес, автор роману «Дон Кіхот». Він є популярним символом іспанської мови, через що її часто називають la lengua de Cervantes (мовою Сервантеса).
У XX столітті іспанська потрапила до Екваторіальної Гвінеї та Західної Сахари, а також до деяких куточків США, які не були частинами Іспанської імперії (наприклад, Іспанський Гарлем у Нью-Йорку).

## Класифікація
Іспанська/кастильська мова класифікована таким чином:
- Сім'я: Індо-європейська
- Гілка: Італійська
- Група: Романська
- Комплекс: Західно-італійська
- Підкомплекс: Західна
- Гілка: Гало-іберійська
- Гілка: Іберо-романська
- Гілка: Західно-іберійська

Іспанська/кастильська найбільш споріднена з іншими іспанськими мовами латинського походження і діалектами (самої іспанської мови), розмовних в межах Іспанії. Більшість з них взаємно зрозумілі серед носіїв без труднощів.
- Арагонська мова (aragonés)
- Леонська мова (llïonés)
- Астурійська мова (asturianu)
- Галісійська мова (gallego)
- Португальська мова (português)
- Естремадурська мова (estremeño)
- Каталонська мова (català)
- Окситанська мова (aranès)

### Іспанська та португальська
Між двома головними мовами, розмовними на півострові, іспанською і португальською, є загалом взаєморозуміння між нормальними розмовними формами, хоч іспанська морфологія набагато легша для розуміння носієм португальської, ніж навпаки. Також і з каталонською, яка ближче до окситанської, ніж до іспанської або португальської мови.
Іспанська і португальська мови мають подібні граматики і більшість словника, також як і загальну історію впливу арабської мови, коли велика частина півострова була під мусульманською владою (обидві мови поширилися на мусульманські території).
Дифтонгізація коротких наголошених голосних звуків, звичайна в іспанський, як і в інших романських мовах, але відсутня в галісійсько-португальській групі.
Ще одна властивість іспанської мови (як і гасконського діалекту окситанської мови, без сумніву завдяки баскійському впливу) — втрата латинського початкового /f/, коли наступний голосний звук не стає дифтонгом. Такі споріднені слова не обов'язково означають те саме. Деякі дуже загальні слова також значно відрізняються в обох мовах (у дужках — латинський чи інший оригінал слова).
Еволюція латинських кластерів приголосних обрала зовсім інші шляхи у двох мовах (іспанські і португальські слова, подібні до «pleno», «ocular», «nocturno», «tremular» не взято до уваги тому, що вони були повторно запозичені безпосередньо з латинської мови протягом Ренесансу і віків бароко).
| Латинська             | Іспанська | Португальська | Українська |
| octo                  | ocho      | oito          | вісім      |
| noctem                | noche     | noite         | ніч        |
| mŭltum                | mucho     | muito         | багато     |
| argilla               | arcilla   | argila        | глина      |
| clamāre               | llamar    | chamar        | звати      |
| flamma                | llama     | chama         | полум'я    |
| plēnum                | lleno     | cheio         | повний     |
| blandum               | blando    | brando        | м'який     |
| homĭnem > hom´nem     | hombre    | homem         | чоловік    |
| tremulāre > trem´lare | temblar   | tremer        | тремтіти   |
| cāsĕus                | queso     | queijo        | сир        |
| alĭum                 | ajo       | alho          | часник     |
| ocŭlum > oc´lum       | ojo       | olho          | око        |

Іспанська мова не відкидає єдині міжголосні \L\ і \N\, як це характерне для португальської:
| Латинська   | Іспанська | Португальська       | Українська    |
| generāle(m) | general   | geral (арх. gẽeral) | загальний     |
| volāre      | volar     | voa                 | літати        |
| tenēre      | tener     | ter (арх. tẽer)     | мати (дієсл.) |
| Luna        | Luna      | Lua (арх. Lũa)      | Луна/Місяць   |
| caelu(m)    | cielo     | céu (арх. ceo)      | небеса        |
| arēna       | arena     | areia (арх. arẽa)   | пісок         |

Латинські подвійні міжголосні \LL\ перетворюються на іспанські -ll- і португальський -l- \NN\ — на іспанські -ñ- (іспанська буква «ñ» була спочатку скороченням «nn») і португальські -n-,
| Латинська   | Іспанська | Португальська | Українська   |
| castellu(m) | castillo  | castelo       | замок, палац |
| canna       | caña      | cana          | тростина     |
| anno        | año       | ano           | рік          |

### Іспанська та каталонська
Іспанська мова має різні загальні особливості порівняно з каталонською, східно-іберійською мовами, які виявляють багато галло-романських рис.

### Іспанська та інші романські мови
Іспанська мова не зрозуміла у спілкуванні з французькою або румунською мовами, та майже не зрозуміла при спілкуванні з італійською. Хоча італійська фонетична система дуже подібна до іспанської, вони дуже відрізняються граматичним словником і морфологією і можуть бути зрозумілими тільки тоді, коли людина вже знайома з іншою мовою.

### Ладіно
Ладіно, мова, яка є по суті середньовічною кастильською і ближча до сучасної іспанської, ніж до будь-якої іншої мови, вживається багатьма нащадками сефардських євреїв, які були вигнані з Іспанії в XV-му сторіччі.

### Лексичне порівняння
| Латина                                   | Іспанська                            | Галіс.             | Порт.                                             | Астурлеон.                                     | Араг.         | Катал.                         | Франц.      | Італ.         | Румун.      | Укр.         |
| ---------------------------------------- | ------------------------------------ | ------------------ | ------------------------------------------------- | ---------------------------------------------- | ------------- | ------------------------------ | ----------- | ------------- | ----------- | ------------ |
| nos                                      | nosotros                             | nós1               | nós1                                              | nós, nosotros                                  | nusatros      | nosaltres (арх. nós)           | nous2       | noi3          | noi         | ми           |
| frater germanus                          | hermano                              | irmán              | irmão                                             | hermanu                                        | chirmán       | germà (арх. frare)5            | frère       | fratello      | frate       | брат         |
| dies martis (клас.) feria tertia (церк.) | martes                               | martes             | terça-feira                                       | martes                                         | martes        | dimarts                        | mardi       | martedì       | marţi       | вівторок     |
| cantiō(nem) canticum                     | canción                              | canción/cançom4    | canção                                            | canción (або canciu)                           | canta         | cançó                          | chanson     | canzone       | cântec      | пісня        |
| magis plus                               | más (арх. plus)                      | máis               | mais (арх. chus або plus                          | más                                            | más (або més} | més (арх. pus або plus)        | plus        | più           | mai/plus    | більше       |
| manum sinistram                          | mano izquierda (арх. mano siniestra) | man esquerda       | mão esquerda (арх. mão sẽestra)                   | manu izquierda (або esquierda; також manzorga) | man cucha     | mà esquerra (арх. mà sinistra) | main gauche | mano sinistra | mâna stângă | ліва рука    |
| nihil nullam rem natam                   | nada                                 | nada}} (також ren) | nada (neca та nula rés у деяких висловах арх.rem) | nada (також un res)                            | cosa          | res                            | rien/nul    | niente/nulla  | nimic/nul   | ніщо, нічого |
| cāseus formaticus                        | queso                                | queixo             | queijo                                            | quesu                                          | queso         | formatge                       | fromage     | formaggio     | caș6        | сир          |

1. Також nós outros у ранній сучасній португальській.
2. Аналог nous autres у французькій.
3. Також noialtri у південних італійських діалектах.
4. Залежно від норми правопису.
5. Середньовічна каталонська.
6. Румунське caș (від лат. cāsevs) позначає сорт сиру. Загальне поняття сиру передає слово brânză.

## Поширення

Вивчення іспанської у світі

Іспанська є основною мовою у 20 країнах світу. Загальна кількість носіїв мови оцінюють між 470 та 500 мільйонами осіб, що робить її другою мовою світу за кількістю осіб, які використовують її як першу. Натомість за загальною кількістю мовців іспанська є третьою (після мандаринської китайської та англійської). Те саме стосується вжитку іспанської в інтернеті.

### Європа

Знання іспанської в країнах ЄС, 2005.
Рідна мова
Більше 8,99%
Між 4% та 8,99%
Між 1% та 3,99%
Менше 1%

В Європі іспанська є офіційною мовою Іспанії. Вона також широко використовується у Гібралтарі (де офіційною є лише англійська) та Андоррі (де офіційною є лише каталонська). Крім того іспанською розмовляють у невеликих осередках в інших країнах Європи, як-от Великій Британії, Франції та Німеччині. Іспанська є офіційною мовою Європейського Союзу. У Швейцарії іспанська є рідною мовою для 1,7 % населення, репрезентуючи найбільшу мовну громаду після чотирьох офіційних мов.
Іспанська є четвертою за популярністю іноземною мовою вивчення у Західній Європі (після англійської, французької та німецької). У Великій Британії та Франції за цим критерієм іспанська є другою (після французької та англійської відповідно).

### Латинська Америка
Основна кількість носіїв іспанської живуть у Латинській Америці; серед країн, де переважає іспанська мова, лише Іспанія та Екваторіальна Гвінея містяться за межами Америки. Найбільше іспаномовних людей мешкає в Мексиці. Загалом же іспанська є офіційною (де-факто чи де-юре) в Аргентині, Венесуелі, Гондурасі, Гватемалі, Домініканській Республіці, Еквадорі, Колумбії, Коста-Риці, Кубі, Мексиці, Нікарагуа, Панамі, Сальвадорі, Уругваї, Чилі, Парагваї (разом із гуарані), Болівії (разом із кечуа, аймара, гуарані та 34 іншими місцевими індіанськими мовами) та Перу (разом із кечуа, аймара та іншими місцевими індіанськими мовами). Крім того, іспанська є де-факто офіційною на Пуерто-Рико.
Іспанська не має жодного статусу в колишній британській колонії Белізі, хоча 43 % населення розмовляє цією мовою (станом на 2000 рік). Здебільшого вони є нащадками колоністів, які прибули в цей регіон у XVII ст. Офіційною мовою Белізу є англійська.
На Тринідаді і Тобаго іспанська є першою іноземною (з 2004); тут близько 1,5 тис. громадян розмовляють цією мовою, до того ж країна перебуває під впливом іспаномовних країн Південної Америки. Іспанську викладають у школах, починаючи з наймолодших класів.
Іспанська є важливою в Бразилії через пожвавлену торгівлю з іспаномовними сусідами, а також через членство країни в Меркосурі та Союзі південноамериканських націй. 2005 року Парламент Бразилії прийняв закон про обов'язковість вивчення іспанської у державних та приватних середніх школах країни. У багатьох прикордонних містечках та села (особливо на кордонах з Уругваєм та Парагваєм) люди розмовляють змішаною мовою, відомою як «портуньйол» (Portuñol).

Іспанська мова в країнах Америки

### США

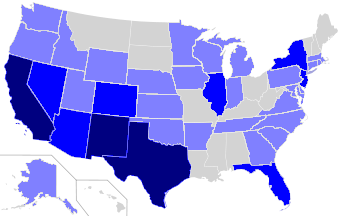
Поширення іспанської мови у США.
Розмовляють іспанською вдома:
Понад 28%
Понад 12,2%
Понад 3%

Відповідно до перепису 2006 року, 44,3 млн населення США мають іспанське або латиноамериканське походження; 34 млн осіб віком від 5 років (12,2 % населення) розмовляють вдома іспанською. Ця мова має давню історію у США, оскільки багато південно-західних штатів були іспанськими територіями, а згодом частинами Мексики. Південно-східна Флорида була іспанською територією до 1821 року. Останнім часом кількість носіїв мови зросла через приплив іспаномовних іммігрантів.
Іспанська є другою у США за поширеністю викладання (після англійської). Хоча США не мають декларативно визнаної «офіційної мови», іспанська є формально такою у кількох штатах (на рівні з англійською). Найбільш поширена у штаті Нью-Мексико (40 %).

### Африка
В Африці іспанська є офіційною мовою Екваторіальної Гвінеї (на рівні з французькою та португальською), а також офіційною мовою Африканського Союзу. В Екваторіальній Гвінеї іспанська є домінантною за загальною кількістю мовців (близько 500 тисяч осіб).
У Західній Сахарі, колишній іспанській колонії, кількість осіб, що можуть читати та писати іспанською є невідомою. Кілька тисяч тутешніх мешканців в рамках пакетів допомоги отримали університетську освіту закордоном (здебільшого в Іспанії та на Кубі). Прес-центр Західної Сахари (офіційний новинний сервіс Сахарської Арабської Демократичної Республіки з 2001 року публікує новини також іспанською мовою, а вебсайт RASD TV (офіційного телеканалу Західної Сахари) має іспанську версію. Міжнародний сахарський кінофестиваль здебільшого демонструє іспаномовні фільми. Хоча іспанська мова поширена в цьому регіоні більше ста років, Інститут Сервантеса відмовив у підтримці іспаномовної освіти у Західній Сахарі та в таборах біженців у Алжирі. Низка місцевих письменників пишуть свої твори іспанською.
Також іспанською розмовляють у африканських автономіях Іспанії — містах Сеуті (75 241) та Мелільї (73 460) на півночі Африки та Канарських островах (2 117 519) біля північно-західного узбережжя Африки. В Північному Марокко, колишньому іспанському протектораті, бл. 20 тис. осіб розмовляють іспанською як другою. Невелика кількість марокканських євреїв розмовляє сефардинським діалектом хакетія (близьким до ладіно). Також іспанською розмовляють у кількох громадах Анголи та Південного Судану через вплив Куби часів Холодної війни та війни за незалежність відповідно.

### Азія та Океанія
Іспанська була офіційною мовою в колоніальних урядах Іспанської Іст-Індії (тепер Філіппіни, Гуам та Північні Маріанські острови). На Філіппінах іспанська була офіційною з 1565 по 1973 рр. Після здобуття незалежності 1946 року іспанська була однією з офіційних мов на рівні з англійською та філіпіно. Втім 1973 року цей статус було скасовано. З 2007 року іспанську поступово було повернуто в місцеву освіту. Втім, лише 0,5 % населення розмовляє цією мовою як рідною. Крім того, близько 600 тис. осіб розмовляють креольською іспанською мовою (чавакано). Місцеві мови також зазнали впливу іспанської, особливо на лексичному рівні.
Іспанська є офіційною також на Острові Пасхи (територія Чилі). Мова досі є досить поширеною на острові Гуам та Північних Маріанських островах (територія США), а також у незалежних державах Палау, Маршаллові острови та Федеративні штати Мікронезії. Всі ці території були під іспанською владою до кінця XIX століття (іспансько-американська війна).

## Морфологія

### Іменник
В іспанській мові іменники мають два роди: чоловічий та жіночий. Іменники чоловічого роду часто закінчуються на -о (libro — книжка, otoño — осінь), жіночого на -а (ruta — шлях, tierra — земля). Словозміна іменників полягає лише у відмінності між одниною та множиною.

### Прикметник
Прикметники, як і в українській мові, узгоджуються з іменниками в роді та числі. Наприклад, pluma negra — чорна ручка (прикметник negro вжитий у жіночому роді однини, як і іменник pluma). Прикметник найчастіше стоїть у постпозиції до означуваного слова (ave migratoria — перелітний птах, буквально — птах перелітний), як і в більшості романських мов.

### Займенник
Особові займенники вживаються вкрай рідко (лише у випадку необхідності наголосити на особі підмета). Займенники іспанської мови такі:
- ¿Qué…? — що?
- ¿Quién…? — хто?
- ¿Cuándo…? — коли?
- ¿Dónde…? — куди?
- ¿Por qué…? — чому?
- ¿Cuál? — котрий?
- ¿Cómo…? — як?

### Дієслово
Іспанське дієслово має близько 50 форм.

### Артикль
В іспанській мові активно вживається така службова частина мови, як артикль, який стоїть у препозиції до іменника. Розрізняють неозначені артиклі (artículos indeterminados) un (перед іменниками чоловічого роду) та una (перед іменниками жіночого роду), які походять від кількісного числівника uno (один); та означені (artículos determinados), які крім роду, мають категорію числа.

### Роди
В іспанській мові граматичний рід, поряд із числом, є однією з двох форм словозміни, які систематично впливають на іменники та прикметники. З лінгвістичної точки зору, граматичний рід є граматичною ознакою, яка повинна бути спільною для елементів в межах однієї синтагми та з іншими, пов'язаними з ними, причому головним проявом роду є граматичне узгодження.
У романських мовах кажуть, що рід має морфологічну рефракцію, тобто певну форму в слові. Однак не завжди рід виявляється експліцитно у формі слова, хоча й у його узгодженні.

## Синтаксис
Структура речення переважно підмет-присудок-додаток (SVO), хоча трапляються варіації. Як і в українській мові, порядок слів у питальних реченнях не змінюється; єдиною відмінністю між розповідним і питальним реченням є інтонація.

## Фонетика
Іспанська має 5 голосних фонем (vocales): a, e, i, o, u. До сильних належать a, e, o, слабких — i, u. Редукція ненаголошених голосних відсутня: всі як наголошені, так і ненаголошені голосні вимовляються ясно та чітко. Наявні дифтонги. Зрідка трапляються трифтонги. Характерною рисою іспанського консонантизму є наявність інтердентальної глухої фонеми /θ/, яка відсутня в решті романських мов. Наголос вільний (змінний), але найчастіше припадає на передостанній склад.

## Варіанти мови
Існують відмінності між різними областями Іспанії та різними іспаномовними країнами Америки. В Іспанії діалектна кастильська вимова звичайно береться як стандарт, хоча з декількома винятками. Але в Латинській Америці кожна країна самостійно регулює свою мову, яка відображає мову андалузьких переселенців XVI—XVIII століть та вплив місцевих індіанських мов. Тут будуть розглянуті деякі найпомітніші відмінності діялектів іспанської мови.

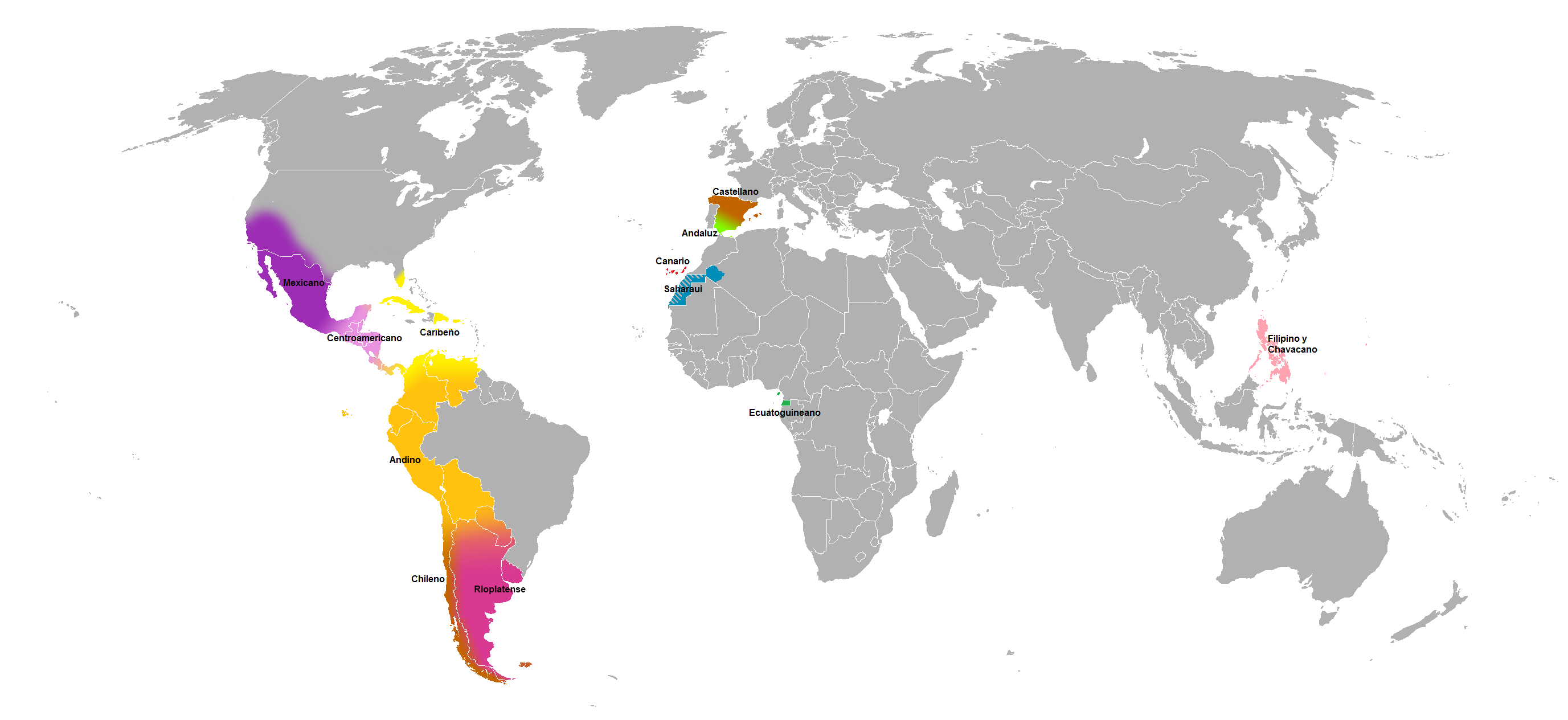
Діалекти іспанської мови

Діалекти в Мексиці

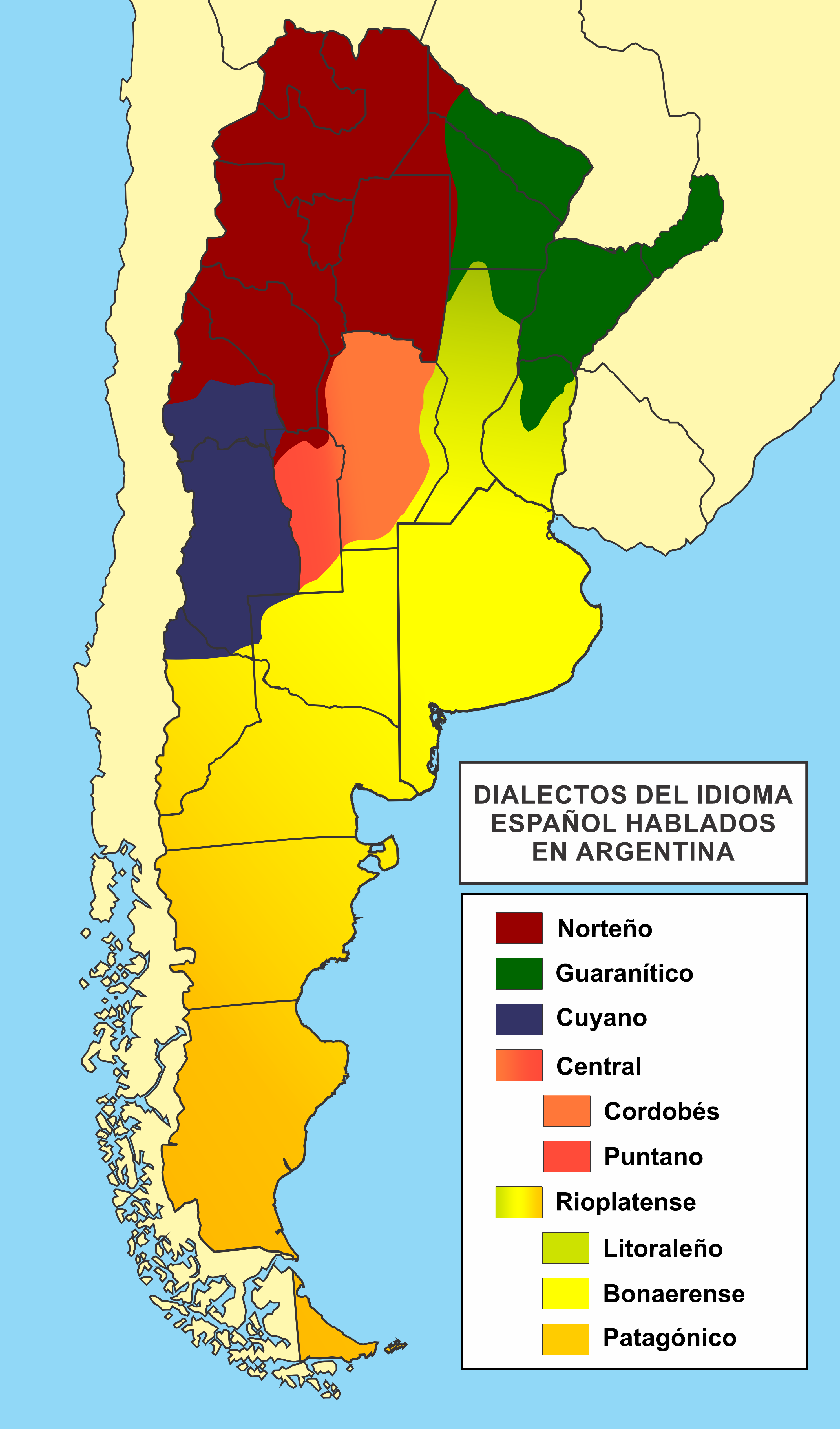
Діалекти в Аргентині

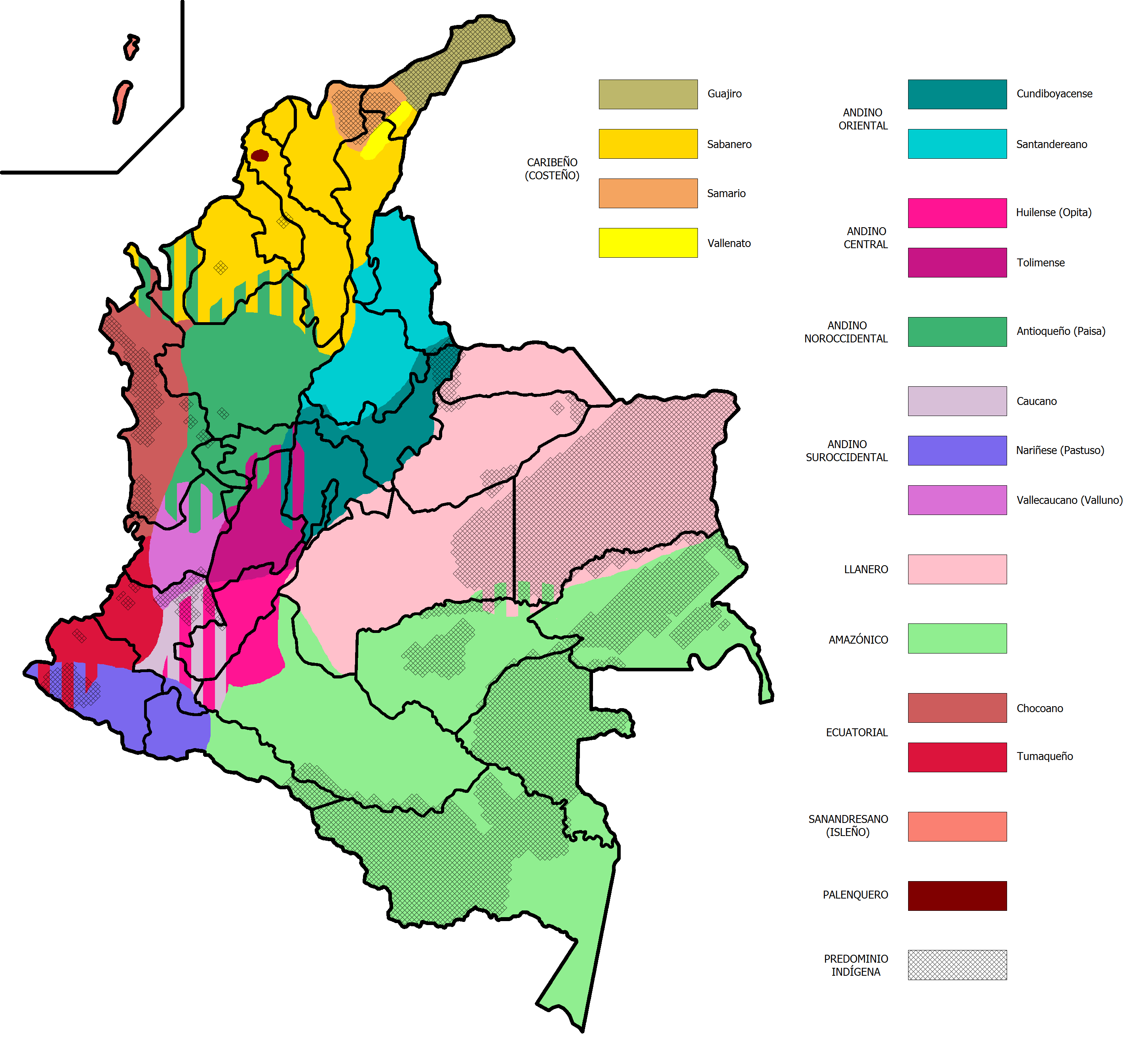
Діалекти в Колумбії

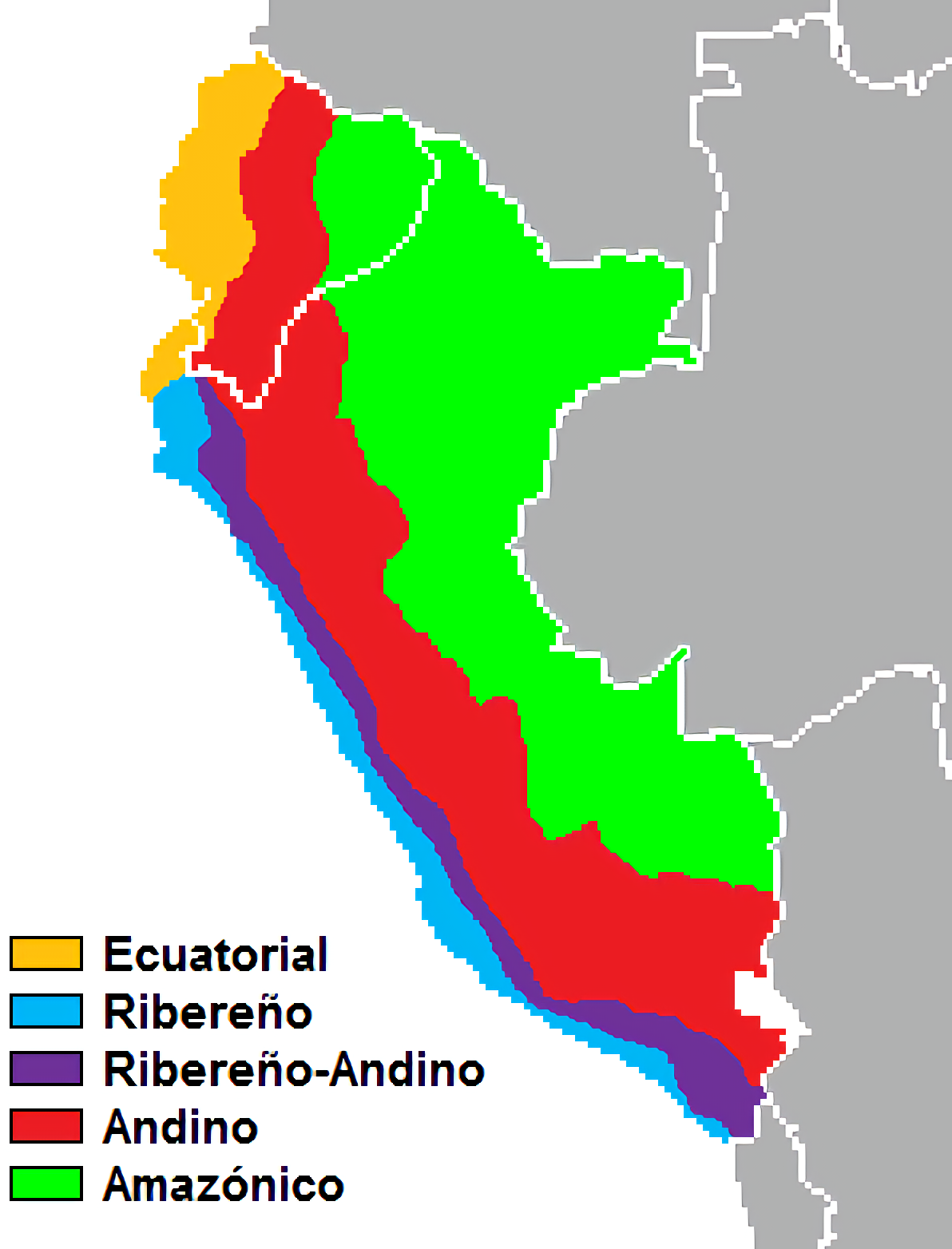
Діалекти в Перу та Еквадорі

### Leísmo/Laísmo
Leísmo/Laísmo — це явище використання непрямих прийменників (le/les) замість прямих (la/lo/las/los) (leísmo), або прямих замість непрямих (laísmo). Laísmo — характерна ознака кастильського діалекту, тоді як leísmo поширеніше, але також тільки в Іспанії.

### Використання особових займенників
В іспанській мові існують три займенники другої особи: tú, usted та, у деяких частинах Латинської Америки, vos (використання цієї форми називається voseo). Узагалі кажучи, tú й vos неформальні та використовуються з друзями (проте, в Іспанії vos розглядається як архаїчна форма для звертання до видатних особистостей, її використання зараз обмежене літургією). «Usted» універсально розцінюється як формальна форма й використовується, звертаючись до своїх старших або незнайомців. Займенник «vosotros» — множинна форма «tú» в більшій частині Іспанії, хоча в Америці (і деяких містах Південної Іспанії, наприклад Кадісі та на Канарських островах) він замінюється на «ustedes». Цікаво, що використання «ustedes» як неформального займенника в множині («ви») у південній Іспанії не слідує звичайним правилам узгодження дієслова й займенника. Наприклад, тоді як формальна форма для «ви йдете» («ustedes van») використовує множинну форму третьої особи дієслова. У Кадісі неформальна форма сконструйована як «ustedes vais», використовуючи другу особу множини дієслова. На Канарських островах звичайне узгодження дієслова й займенника збережене в більшості випадків.
«Vos» використовується екстенсивно як первинна розмовна форма єдиного займенника другої особи в багатьох країнах Латинської Америки, зокрема Аргентині, Коста-Риці, Еквадорі, Сальвадорі, Гватемалі, Гондурасі, Нікарагуа, Парагваї, Уругваї та венесуельському штаті Сулія. В Аргентині, Уругваї, усе частіше в Парагваї, — це нормальна форма, використовувана в ЗМІ, але ЗМІ в інших «voseante»-країнах продовжують використовувати «usted» або «tú». Залежно від країни або області, використання може бути стандартом або бути випадковим. Ситуації, у яких прийняте використання «vos», також значно відрізняються між областями.
Іспанські форми також відрізняються щодо займенників множини другої особи. Іспанські діалекти Латинської Америки мають тільки одну форму множини другої особи — «ustedes» (як формальну, так і неформальну). В Іспанії існують дві форми: «ustedes» (формальна) та «vosotros» (неформальна).

### Літери s, c (перед e та i), z та x
Вимова цих звуків відрізняється в Іспанії та в Латинській Америці. Переселенці до Америки, у більшості андалузці, перенесли до Америки вимову, типову для Андалусії 16 сторіччя — seseo. Сучасна фонема європейської кастильської мови, МФА /θ/, як у ciento, caza (міжзубний безголосний фрикативний звук, подібний до англійського th у слові thin) не існує в американській іспанській мові, де він замінюється на звук /s/, як у siento, casa (такий же звук, як українське «с»).

### Літери «y» та «ll»
Традиційно іспанська мова мала фонему /ʎ/, піднебінний латеральний сонант, яка записувалася ll (вимовляється як українська «й»). Вона була втрачена в більшій частині Америки (за винятком двомовних областей, де кечуа та інші індіянські мови мали такий самий звук, але зараз це також втрачається в Іспанії (також за винятком двомовних областей з каталонською та іншими мовами, які зберегли цей звук)). Проте цей звук був збережений в ладіно, також як і в словах іспанського походження тагалогської (філіппінської) мови, як наприклад kordilyera (/koɾdiʎeɾa/). У багатьох іспаномовних областях цей звук з'єднався з піднебінним /ʝ/ (звичайно записується «y»), це явище називається «yeísmo». Цей об'єднаний звук вимовляється кількома різними способами. У більшості областей, де присутній «yeísmo», фонема явна тільки як /ʝ/ (український «й»). В області навколо Ріо-де-ля-Плята (Аргентина, Уругвай) ця фонема вимовляється як постальвеольний безголосий або слабкий фрикативний звук (подібний до /ʃ/ або /ʒ/, український «ш» або «ж»).

### Регіональні слова
Деякі слова відмінні в різних реґіонах іспаномовного світу, у деяких випадках дуже значно. Самі носії іспанської можуть визнати інші іспанські форми, навіть у місцях, де вони звичайно не використовуються, але іспанці загалом не визнають американське використання. Звичайно, в Америці іспанські слова замінюються словами індіянського або англійського походження. Наприклад, іспанські слова mantequilla, aguacate, albaricoque (відповідно, «масло», «авокадо», «абрикос») стають manteca, palta й damasco в Аргентині. Або слова frontera, fila, ordenador (відповідно, «кордон», «черга», «комп'ютер») стають bordera, linea, computadora в Мексиці. Щоденні іспанські слова coger (ловити або підніміть) і concha (морська черепашка) розглядаються надзвичайно грубими в цих частинах Латинської Америки. Наприклад, типова фраза виданого в Іспанії розмовника «¿Donde se cogen las taxis?» («Де я можу взяти таксі?») означає в Мексиці «Де таксі займаються сексом?».

## Приклад
«Заповіт» Шевченка іспанською мовою (переклали Сесар Арконад і Федір Кельїн):
| TESTAMENTO Cuando yo muera, enterradme: En una tumba alla arriba, Sobre un cerro que domine: Toda mi Ucrania querida. Que inmensos campos se vean, Y al Dniéper con sus colinas: Que se le vea y que se oiga: Cómo ruge y cómo grita. Cuando el Dniéper desde Ucrania: Al mar azul lleve en clamor, De todos sus enemigos, La sangre, entonces yo: Dejaré campos y montes: Y he de volar hasta Dios: Para rezar. Y antes de esto: A Dios no conozco yo. Y después de sepultarme: Alzaos, romped las cadenas, Rociad con sangre enemiga: La libertad, que es tan vuestra. Y a mi, en la familia nueva: No me olvidéis, acordaos: Con palabras dulces, buenas. |

(Джерело: Шевченко, Заповіт мовами народів світу, К., «Наукова думка», 1989)
Альтернативний переклад «Заповіту» Т. Шевченка (переклав Андрій Якубув):
| El Testamento Cuando muera, enterradme: A mí en una tumba: Entre la estepa extensa: En mi Ucrania querida, Para que los campos dorados, Y el Dniéper, y sus escarpadas: Que se vea, que se oiga, Cómo ruge el rugidor. Cuando lleve desde Ucrania: Al mar azul adentro: La sangre enemiga… es entonces: Y los campos y los montes, Todo lo dejaré, e iré Hasta el mismo Dios: A rezar… ante aquel: Dios que no conozco yo. Enterradme y alzaos, Romped las cadenas: Y con la feroz sangre enemiga: Rociad vuestra libertad. Y a mí, en la familia grande, En la libre familia, nueva, No olvidéis recordarme: No a malas y con sosiego. |

### Підручники
- Степан Ризванюк, El Español (2-е видання (перероблене і доповнене), 2019). Перше видання публікувалося у К. : ВПЦ «Київський університет» , 2016 . — 488 C[33].
- Степан Ризванюк, El Verbo Castellano (Іспанське дієслово)[34] — К. : ВПЦ «Київський університет» , 2006 . — 96 °C.
- Gramática española en ejercicios = Граматика іспанської мови у вправах: навч. посіб. / Роман Помірко, Оксана Кушнір, Іванна Хомицька. — Львів: ЛНУ імені Івана Франка, 2011. — 308 с.

### Про іспанську мову
- Особливість іспанської мови: етимологічний дублет ser/estar // Європейський словник філософій. Лексикон неперекладностей / наук. кер. проєкту: Барбара Кассен і Констянтин Сігов. — Київ : Дух і літера, 2009. — Т. 1. — С. 67-75.
- PROEL Загальний лінгвістичний сайт [Архівовано 15 січня 2020 у Wayback Machine.] (ісп.)
- Іспанська мова на About.com [Архівовано 22 травня 2006 у Wayback Machine.] (англ.)
- Офіційна сторінка Real Academia Española [Архівовано 3 січня 2020 у Wayback Machine.] (ісп.)
- PDF: Історія іспанської мови [Архівовано 3 липня 2008 у Wayback Machine.] (англ.)
- Число носіїв за країною [Архівовано 6 березня 2021 у Wayback Machine.] (англ.)
- Еволюція іспанської з латинської (англ.)
- Іспанська мова на сайті Ethnologue: Spanish. A language of Spain (англ.)
- Іспанська мова на сайті Glottolog 3.0: Language: Spanish [Архівовано 23 жовтня 2017 у Wayback Machine.] (англ.)
- Іспанська мова на сайті WALS Online: Language Spanish [Архівовано 6 травня 2021 у Wayback Machine.] (англ.)

### Словники
- Петрівський Т. Українсько-Еспанський, Еспансько-Український словник [Архівовано 9 липня 2021 у Wayback Machine.]. Буенос-Айрес: S. Mandziy, 1930. 279 с.
- Буній О. Еспансько-український словник [Архівовано 9 липня 2021 у Wayback Machine.]. Буенос-Айрес, Рим: Український Католицький Університет, 1993. 993 с.
- Українсько-іспанський словник
- Tododiccionarios.com [Архівовано 2 квітня 2006 у Wayback Machine.] Іспанські словники (ісп.)
- DIX [Архівовано 20 вересня 2020 у Wayback Machine.]: bi-directional Англо-іспанський словник з понад 95000 статей
- Англо-іспанський словник на Yahoo
- LangToLang [Архівовано 14 січня 2020 у Wayback Machine.] — Багатомовний словник
- definicion.org [Архівовано 20 січня 2020 у Wayback Machine.]
- DRAE, Dictionary of the RAE [Архівовано 1 травня 2006 у Wayback Machine.] — Тлумачний словник (ісп.)
- Diccionarios.com [Архівовано 14 січня 2020 у Wayback Machine.]
- Spanish to English
- Англо-іспанський словник [Архівовано 2 січня 2020 у Wayback Machine.]
- Tododiccionarios.com [Архівовано 2 квітня 2006 у Wayback Machine.] — Список словників іспанською та англійською.
- Spanishdict.com [Архівовано 9 травня 2006 у Wayback Machine.] — Англо-іспанський словник.
- Wordreference.com [Архівовано 10 травня 2006 у Wayback Machine.] — Англо-іспанський словник.
- Tomísimo.org [Архівовано 17 лютого 2020 у Wayback Machine.] — Англо-іспанський словник.
- Diccionarios en internet — Список іспанських словників.

### Уроки
- Вивчення іспанської мови [Архівовано 1 січня 2019 у Wayback Machine.] (укр.)
- Вивчення іспанської мови [Архівовано 23 січня 2013 у Wayback Machine.] (укр.)
- Вікікнига: Іспанська граматика [Архівовано 15 червня 2006 у Wayback Machine.] (ісп.)
- Використання акцентів в іспанської мові (англ.)